# Sagy (Saône-et-Loire)
Sagy ist eine französische Gemeinde im Département Saône-et-Loire in der Region Bourgogne-Franche-Comté. Sie gehört zum Arrondissement Louhans und zum Kanton Louhans. Der Ort hat 1250 Einwohner (Stand 1. Januar 2022). Die Einwohner werden Sagyrois, resp. Sagyroises genannt.

## Geografie

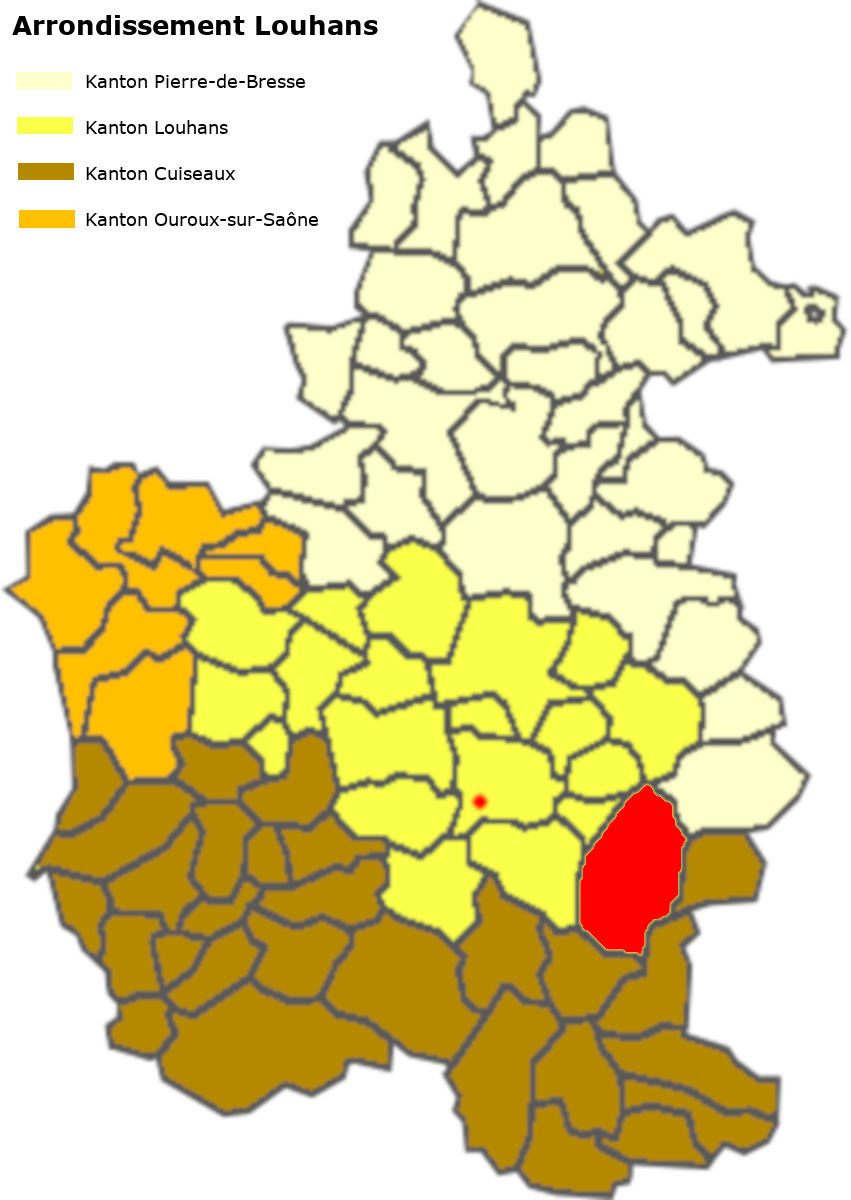
Lage der Gemeinde im Arrondissement Louhans

Sagy liegt in der Landschaft Bresse, 7,2 Kilometer ostsüdöstlich von Louhans an der Departementsstraße D21 von Louhans nach Flacey-en-Bresse. Im Südosten der Gemeinde streift die Autobahn A39 das Gemeindegebiet. Die Vallière fließt in ost-westlicher Richtung durch das Gemeindegebiet, bei Grange-Rouge mündet das Flüsschen Rivière Bacot. Im Norden durchfließt der Ruisseau de Blaine das Gemeindegebiet und bildet die nordöstliche und nordwestliche Gemeindegrenze. Bei Les Teppes mündet La Sonnette in die Vallière. Das gesamte Gemeindegebiet ist stark durchzogen von Biefs, künstlichen Wasserläufen zur Bewirtschaftung der zahlreichen Étangs. Das Gebiet wird zum größten Teil durch die Vallière entwässert, im Norden zusätzlich durch die Blaine, die hier noch den Namen Blanette führt. Norden, Südwest und Südost der Gemeinde sind recht bewaldet. Zur Gemeinde gehören folgende Weiler und Fluren: les Barres, les Bas-d’Anjou, la Bernoux, les Blonds, Bois-des-Nids, le Bourbouillon, le Bourg-de-Sagy, Boutenet, les Bretonnières, la Buchaillière, les Bullets, la Capette, les Chalons, le Champ-Beuvrin, le Champ-Moine, Champ-Monty, Champonay, Champ-Roussot, Chantemerle, le Chapeau, le Charmus, Chartondu, le Châtelard, les Chaunets, le Cluzet, la Combe, Conièvre, le Courtillon, le Curtil-Bralt, Curtil-Morey, Curtil-Vaulié, les Fahys, les Favières, Fontainessot, la Forêt, les Gallands, la Genetière, la Grange-Rouge, Haut-d’Anjou, Jousseau, les Marandins, le Miaure, Montagu, le Mouchy, les Mouillets, Moulin-de-Bacot, Novillard, le Pâquier, Parmoins, les Petit-Bois, les Piles, les Pins, les Poiriers, les Prosts, la Rippe, les Sablons, Sarvagnat, Saudon, la Seugnerie, les Teppes, les Thuris, la Tour, la Tuilerie, la Valla, les Varauts, la Varenne, Véage, la Vessière, Vornel.

### Klima
Das Klima in Sagy ist warm und gemäßigt. Es gibt das ganze Jahr über deutliche Niederschläge, selbst der trockenste Monat weist noch hohe Niederschlagsmengen auf. Die Klassifikation des Klimas nach Köppen und Geiger ist Cfb ((Gemäßigtes) Ozeanklima). Die Temperatur liegt im Jahresdurchschnitt bei 11,9 °C. Der wärmste Monat ist der Juli mit einer Durchschnittstemperatur von 21,0 °C, der kälteste der Januar mit 3,3 °C. Über ein Jahr verteilt summieren sich die Niederschläge auf 1042 mm, dabei ist der November mit 119 mm der niederschlagsreichste, während Juli als trockenster Monat 62 mm aufweist. Über das ganze Jahr werden etwa 2826 Sonnenstunden gezählt.
|                        | Jan | Feb | Mär  | Apr  | Mai  | Jun  | Jul  | Aug  | Sep  | Okt  | Nov  | Dez |   |      |
| Mittl. Temperatur (°C) | 3,3 | 3,8 | 7,5  | 11,1 | 14,9 | 19,0 | 21,0 | 20,6 | 16,9 | 12,9 | 7,4  | 4,1 | ⌀ | 11,9 |
| Mittl. Tagesmax. (°C)  | 6,2 | 7,6 | 11,8 | 15,6 | 19,2 | 23,7 | 25,7 | 25,3 | 21,3 | 16,9 | 10,5 | 6,9 | ⌀ | 15,9 |
| Mittl. Tagesmin. (°C)  | 0,7 | 0,6 | 3,2  | 6,3  | 10,2 | 14,1 | 16,1 | 15,8 | 12,6 | 9,2  | 4,4  | 1,5 | ⌀ | 7,9  |
|                        |     |     |      |      |      |      |      |      |      |      |      |     |   |      |
| Niederschlag (mm)      | 101 | 85  | 80   | 88   | 85   | 68   | 62   | 65   | 82   | 99   | 119  | 108 | Σ | 1042 |

| 0,7 |

| 0,6 |

| 3,2 |

| 6,3 |

| 10,2 |

| 14,1 |

| 16,1 |

| 15,8 |

| 12,6 |

| 9,2 |

| 4,4 |

| 1,5 |

| 0,7 |

| 0,6 |

| 3,2 |

| 6,3 |

| 10,2 |

| 14,1 |

| 16,1 |

| 15,8 |

| 12,6 |

| 9,2 |

| 4,4 |

| 1,5 |

## Toponymie
Der Ort taucht erstmals um 930 auf als In pago Scodingensi… Satgiacum, dabei handelte es sich vermutlich um den Besitz eines Sagius. In dieser Gegend siedelte ein Stamm der Kelten, die Scutingi, die erste Besiedlung dürfte also recht weit zurück liegen.

## Geschichte
Als einzige Erbin von Guy de Bagé († 1248) brachte Sybille Cuisery und Sagy mit in die Ehe mit Amédée V., Graf von Savoyen, der seinerseits 1285 diesen Besitz mit Robert II., dem Herzog von Burgund, gegen das Gebiet des Revermont und Coligny tauschte. In der Folge wurde Sagy eine herzogliche Kastellanei. Dank seiner vorteilhaften Lage auf eine Anhöhe über der Vallière besaß Sagy von alters her eine wichtige Festung mit Palas und Wachtturm, Burggraben, Vorstadt und Siedlung. Die Bewohner waren in vier Stände eingeteilt, die Lehensnehmer, die freien Bürger, die Leibeigenen, die von Geldleistungen befreit waren, dafür aber Wachdienste und die Bewachung der Gefangenen übernehmen mussten, und die Leibeigenen, die zu den üblichen Zahlungen verpflichtet waren.
Bereits im Jahr 1266 gewährten Amédée de Savoie und Sybille den Bewohnern Freiheitsrechte. Die Rindszungen waren den Herren von Sagy abzuliefern und an Steuern waren 4 Denier pro Toise des Hauses zu bezahlen. Die Lehensnehmer mussten ihren Herren lediglich während dreier Tage in den Krieg folgen, dafür bestand ein detaillierter Bussentarif: 3 Sous für einen Faustschlag, 5 für eine Ohrfeige und 60 Sous für einen Stockhieb… und ebenso viel für Ehebruch. Die Schuldigen konnten das Bußgeld vermeiden, indem sie trotabuntur nudi per Villam nackt durch die Straßen der Stadt rannten. Diese Strafe galt auch in anderen Gemeinden des Burgund. Teilweise durften die Frauen ein kurzes Hemd tragen, nicht jedoch in Sagy, wie 1396 bestätigt wird. Courtépée merkt dazu lakonisch an, dieser Brauch sei heute veraltet und obwohl ihn die Herren gerne wieder beleben würden, da er für sie vorteilhaft sei, hätten sie damit keinen Erfolg.
Das Gebiet von Sagy gehörte teilweise zur Herrschaft der Boutons, die im 14. und 15. Jahrhundert das Amt des Kastellans ausübten. Das Schloss und der Donjon waren schon im 16. Jahrhundert zerstört, die Türme waren ebenfalls berühmt, aber die Steine wurden dazu verwendet, um die Straße zwischen Louhans und Cuisery zu pflästern. Das Kloster Miroir und das Kloster Gigny mussten je 10 Pfund Wachs abliefern, als Entgelt für ihre Bewachung durch die Kastellanei.
1391 anerkannte Philipp der Kühne das Recht der Einwohner, ihr Vieh unentgeltlich in seinen Wäldern weiden zu lassen und dort auch das Brennholz und Bauholz für die Brücken zu schlagen – ausgenommen war lediglich der Wald Chamoton. 1396 gewährt er das Recht, mit Netzen und anderen Geräten zu fischen.
Sagy litt stark unter den Kriegen zur Zeit von Karl dem Kühnen und König Louis XI. 1500 wurde Sagy zerstört und abgebrannt. Ludwig XII. gewährte 1504 das Recht, in den Wäldern Holz zu schlagen, um die Häuser wieder aufzubauen und fünf Brücken zu erstellen. Das Leiden ging weiter unter Louis XIII. gegen die Freigrafschaft und die Einwohner gingen nach Le Fay, um ihre Kinder taufen zu lassen. Lacuson, ein Partisane aus der Freigrafschaft, pflegte die Gefangenen von der Turmspitze zu stürzen, wenn sie das Lösegeld nicht bezahlten.
Der Pfarrer hatte das Recht, am Tag nach Weihnachten auf die Jagd zu gehen, den Vogel auf der Faust, also zur Falkenjagd, zusammen mit seinem Vikar, und er hatte – vor oder nach der Jagd – Anrecht auf eine Mahlzeit im Hause Drusot, für sich, sein Gefolge und den Hund. Die Betroffenen wehrten sich jedoch gegen diese Pflicht und ab 1660 bezahlten sie dem Pfarrer 9 Livres und 1 Sou anstelle des Essens. Im 15. Jahrhundert bestand in Sagy eine Familiarité. Die Kirche von Sagy, die dem Heiligen Petrus geweiht ist, geht in ihren ältesten Teilen auf das 12. Jahrhundert zurück. Das heutige Kirchenschiff datiert aus dem 16. Jahrhundert, dabei bestanden 1691 drei Kapellen. Unter der gefliesten Vorhalle befinden sich Grabplatten und auf der rechten Seite befindet sich das Grab von Ferdinand Berthier (1803–1886), als Gehörloser Vorkämpfer für die Gebärdensprache und die Rechte der Gehörlosen und Sprachbehinderten.
In Sagy bestanden drei Mühlen, der König besaß 6495 Arpent Wald, also rund 33 Quadratkilometer, dessen Holz für die Saline in Montmorot bestimmt war. In Véage bestand eine Motte, möglicherweise die Reste eines römischen Kastells.
Bei der Kirche steht heute noch eine Linde, die angeblich 1551 gepflanzt wurde. Sie ist heute etwa zwölf Meter hoch und weist einen Stammumfang von über neun Metern auf. Es soll die älteste Linde im Burgund sein..

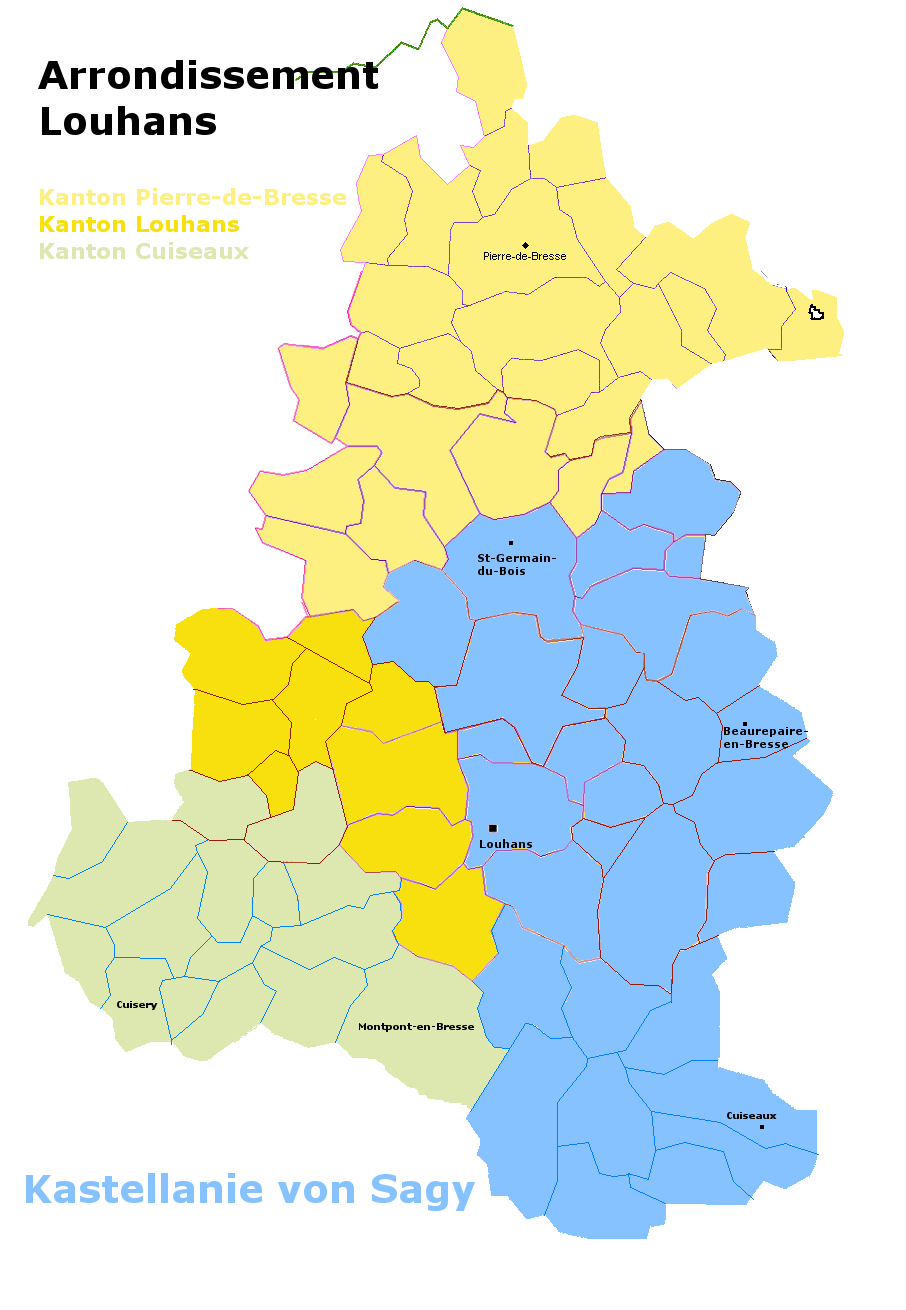
Hoheitsgebiet der Kastellanei von Sagy

### Die Kastellanei von Sagy
Der burgundische Herzog Robert II. tauschte 1289 mit dem savoyischen Graf Amadeus V. und dessen Frau, Sibylle de Bagé, verschiedene Güter. Dabei erhielt er die Kastellaneien Cuisery, Sagy und Savigny-en-Revermont und damit die Herrschaft über die gesamte Bresse. Im Gegenzug gab er Coligny, Treffort, Marboz und weitere Gebiete im Revermont an die Savoyer ab.
Die Kastellanei von Sagy umfasste im Jahr 1504 48 Pfarreien, Weiler und Lehensgüter. Sie war vor allem für die Herzöge von Burgund außerordentlich wichtig, die Süd- und Ostflanke grenzte vollumfänglich an die Franche-Comté, mit der vom 12. bis 17. Jahrhundert fast ununterbrochen Auseinandersetzungen und Kriege stattfanden. Das Amt des Kastellans war deshalb eine sehr hohe und angesehene Funktion. Er war Gouverneur und Statthalter des Herzogs von Burgund, später des Königs von Frankreich, beauftragt mit der Überwachung des zugehörigen Bezirkes. Bei wichtigen Vorkommnissen oder im Kriegsfall bot der Kastellan die Adligen und Nichtadligen auf. Die Kastellaneien waren direkt dem Herrscher unterstellt, der als Kastellane ausschließlich zuverlässige Edelleute betraute. Da der Kastellan die Steuern und Abgaben zuhanden des Herzogs und Königs verwaltete, handelte es sich um ein ausgesprochenes Vertrauensamt. Obwohl Sagy einstmals eine wehrhafte Stadt mit Turm und Schloss war, hatte es diesen Ruf um das Jahr 1500 verloren, abgebrannt, zerstört, die Steine anderweitig verwendet, fanden die Hof- und Gerichtstage in einem Saal statt. Die Funktion des Kastellans war also vorwiegend eine administrative Aufgabe, wenn auch mit weitreichenden Kompetenzen verbunden.
Mit dem Tod von Karl dem Kühnen 1477 fiel das Burgund an Ludwig XI., die Kastellanei blieb bestehen, wurde jetzt aber zu einer königlichen Kastellanei. 1711 erwarb François Guyet, Conseiller d’État, die Herrschaft Louhans und war von da an auch Herr über die Kastellanei von Sagy.

### Die Herren von Sagy
Das Gebiet von Sagy gehörte natürlich weitgehend zur Kastellanei. Dabei bestanden jedoch weitere Lehen, die kleinere Gebiete in der Gemeinde umfassten:
- La Genetière: Im Besitz von Antoine Arviset, Écuyer, Conseiller du Roi, Schatzmeister des Burgunds und der Bresse, erhielt durch die Heirat mit Renée Ursule Jehannin das Lehen  meix Genevoix, genannt du Verger. Durch lettre patente wurde durch den König ein offizielles Lehen Arviset errichtet. Antoine Arviset hatte nach dem Tod des letzten de Montcony dessen Schloss in Montcony gekauft.
- La Tournelle: (heute Gemeindegebiet von Saint-Martin-du-Mont) gehörte im 14. Und 15. Jahrhundert einer Familie, die sich nach dem Weiler benannte. Später ging das Lehen über an Theode Bouton und an die de Mailly.
- La Forêt und Novillard: waren im Besitz der Boutons. Später ging es über an Louis de Jouffroy, Écuyer, Ehegatte von Louise de Brancion.
- Saudon: 2. Juni 1749 Théodore Durand.
- Anjou (heute Bas-d’Anjou) und la Bernoux: sind als Lehen ausgewiesen, deren Besitzer sind unbekannt.

Mit der Französischen Revolution 1789 wurden die Vorrechte des Adels abgeschafft, sie behielten lediglich noch ihre Titel.

## Bevölkerung
| Sagy: Einwohnerzahlen von 1793 bis 2020 | Sagy: Einwohnerzahlen von 1793 bis 2020 | Sagy: Einwohnerzahlen von 1793 bis 2020 | Sagy: Einwohnerzahlen von 1793 bis 2020 | Sagy: Einwohnerzahlen von 1793 bis 2020 |
| --- | --------------------------------------- | --------------------------------------- | --------------------------------------- | --------------------------------------- |
| Jahr |                                         |                                         |                                         | Einwohner                               |
| 1793 | 1793                                    |                                         | 2.103                                   | 2.103                                   |
| 1800 | 1800                                    |                                         | 2.118                                   | 2.118                                   |
| 1806 | 1806                                    |                                         | 2.469                                   | 2.469                                   |
| 1821 | 1821                                    |                                         | 2.257                                   | 2.257                                   |
| 1831 | 1831                                    |                                         | 2.418                                   | 2.418                                   |
| 1836 | 1836                                    |                                         | 2.525                                   | 2.525                                   |
| 1841 | 1841                                    |                                         | 2.649                                   | 2.649                                   |
| 1846 | 1846                                    |                                         | 2.730                                   | 2.730                                   |
| 1851 | 1851                                    |                                         | 2.605                                   | 2.605                                   |
| 1856 | 1856                                    |                                         | 2.471                                   | 2.471                                   |
| 1861 | 1861                                    |                                         | 2.380                                   | 2.380                                   |
| 1866 | 1866                                    |                                         | 2.513                                   | 2.513                                   |
| 1872 | 1872                                    |                                         | 2.477                                   | 2.477                                   |
| 1876 | 1876                                    |                                         | 2.592                                   | 2.592                                   |
| 1881 | 1881                                    |                                         | 2.563                                   | 2.563                                   |
| 1886 | 1886                                    |                                         | 2.476                                   | 2.476                                   |
| 1891 | 1891                                    |                                         | 2.421                                   | 2.421                                   |
| 1896 | 1896                                    |                                         | 2.515                                   | 2.515                                   |
| 1901 | 1901                                    |                                         | 2.537                                   | 2.537                                   |
| 1906 | 1906                                    |                                         | 2.547                                   | 2.547                                   |
| 1911 | 1911                                    |                                         | 2.524                                   | 2.524                                   |
| 1921 | 1921                                    |                                         | 2.020                                   | 2.020                                   |
| 1926 | 1926                                    |                                         | 2.007                                   | 2.007                                   |
| 1931 | 1931                                    |                                         | 2.010                                   | 2.010                                   |
| 1936 | 1936                                    |                                         | 2.005                                   | 2.005                                   |
| 1946 | 1946                                    |                                         | 1.755                                   | 1.755                                   |
| 1954 | 1954                                    |                                         | 1.572                                   | 1.572                                   |
| 1962 | 1962                                    |                                         | 1.446                                   | 1.446                                   |
| 1968 | 1968                                    |                                         | 1.299                                   | 1.299                                   |
| 1975 | 1975                                    |                                         | 1.172                                   | 1.172                                   |
| 1982 | 1982                                    |                                         | 1.156                                   | 1.156                                   |
| 1990 | 1990                                    |                                         | 1.155                                   | 1.155                                   |
| 1999 | 1999                                    |                                         | 1.109                                   | 1.109                                   |
| 2006 | 2006                                    |                                         | 1.198                                   | 1.198                                   |
| 2009 | 2009                                    |                                         | 1.212                                   | 1.212                                   |
| 2014 | 2014                                    |                                         | 1.252                                   | 1.252                                   |
| 2020 | 2020                                    |                                         | 1.231                                   | 1.231                                   |
| Quelle(n): EHESS/Cassini bis 2006, ab 2009 INSEE Anmerkung(en): • Ab 1962 offizielle Zahlen ohne Einwohner mit Zweitwohnsitz • Höchste Einwohnerzahl 1846 mit 2730, tiefste Einwohnerzahl 1999 mit 1109 (40,6 % vom Maximum) |                                         |                                         |                                         |                                         |

| Bevölkerungsstruktur | Anzahl Einwohner | männlich | weiblich | davon Ausländer | Anteil % |
| -------------------- | ---------------- | -------- | -------- | --------------- | -------- |
|                      | 1241             | 640      | 601      | 59              | 4,8      |

| Männer | Alterstufe | Frauen |
| ------ | ---------- | ------ |
| 6      | 90 + älter | 6      |
| 60     | 75–89      | 77     |
| 178    | 60–74      | 159    |
| 128    | 45–59      | 118    |
| 97     | 30–44      | 87     |
| 73     | 15–29      | 65     |
| 197    | 0–14       | 89     |

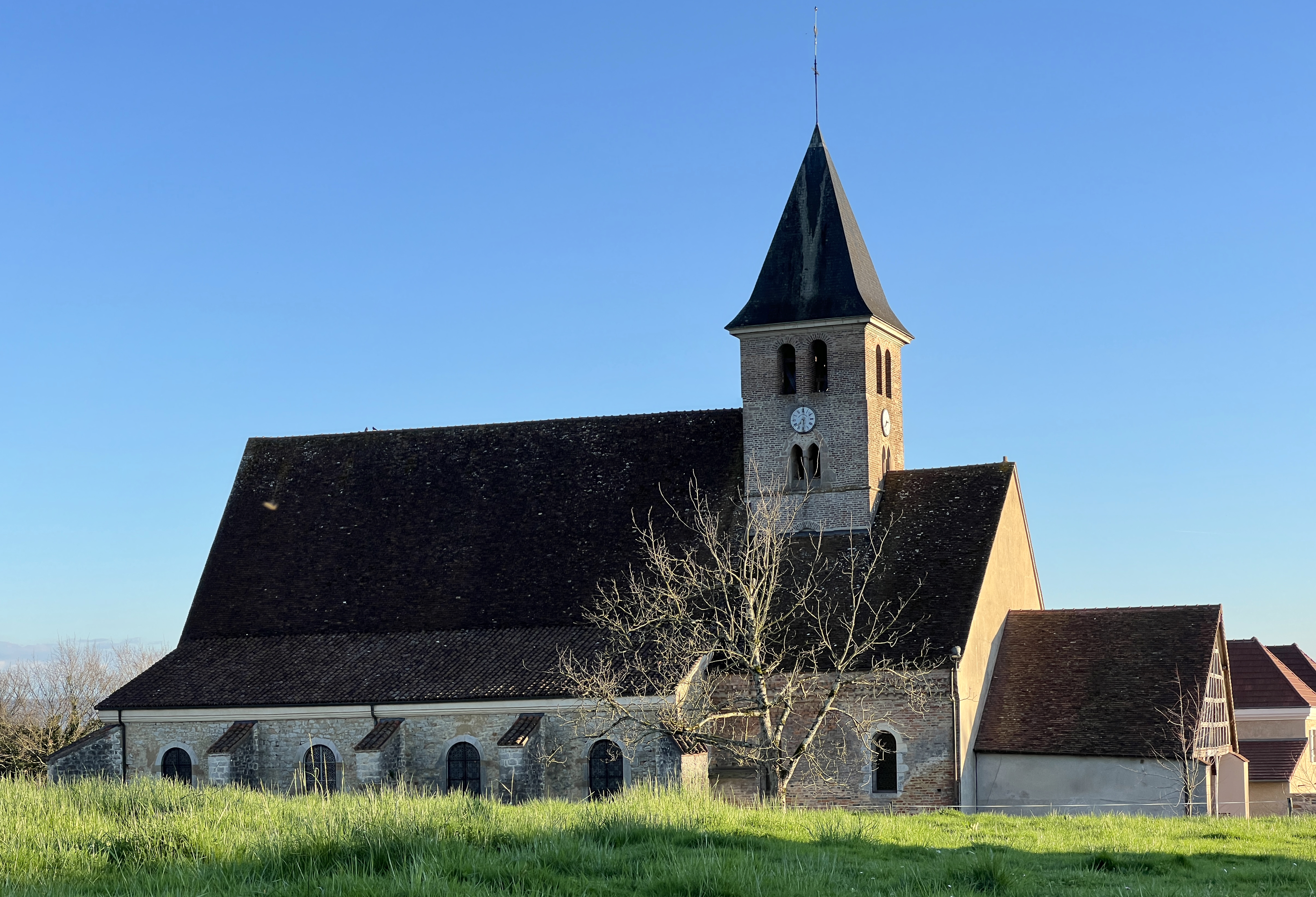
Kirche Saint Pierre in Sagy

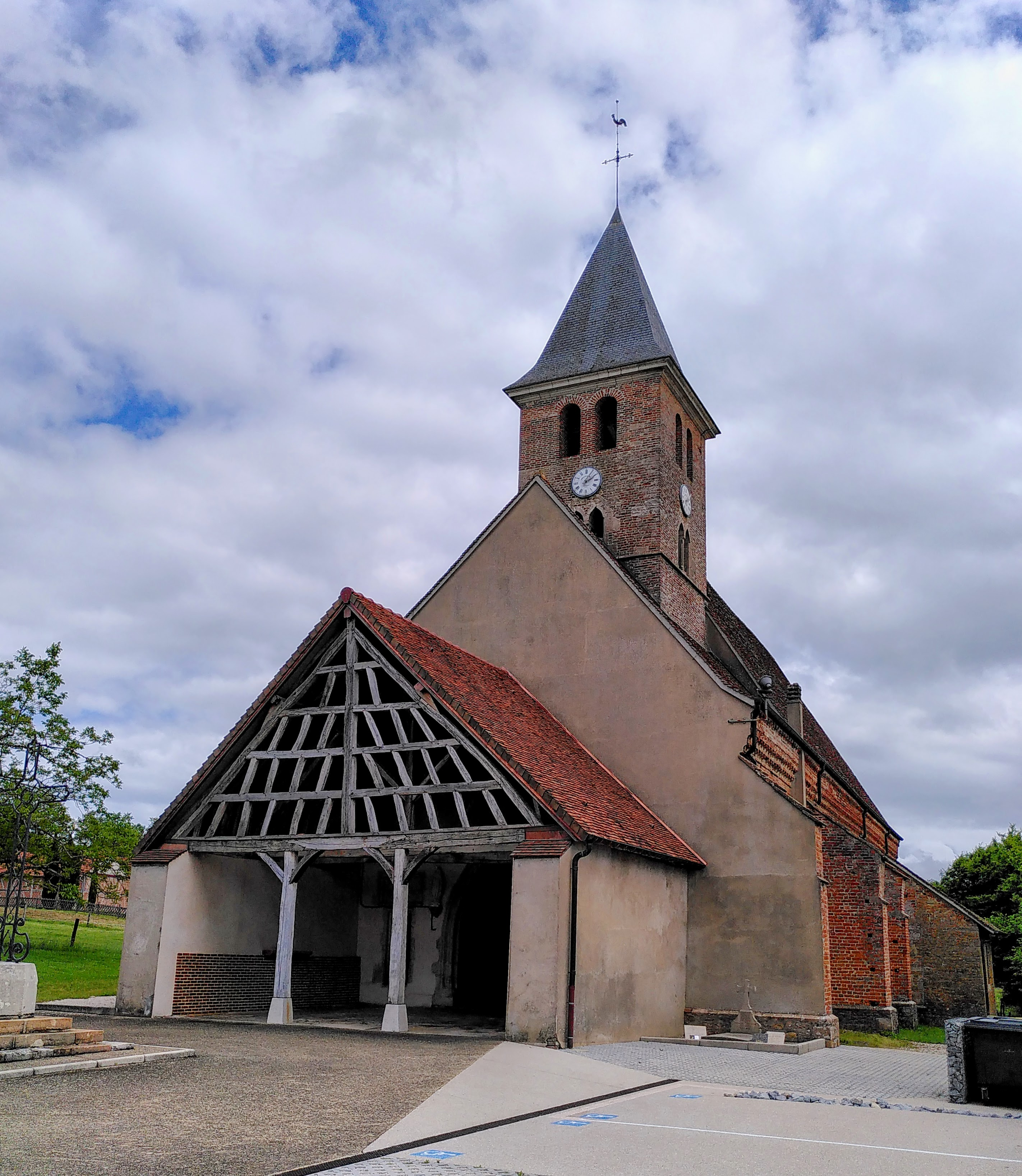
Kirche Saint Pierre von Sagy (Saône-et-Loire von Westen)

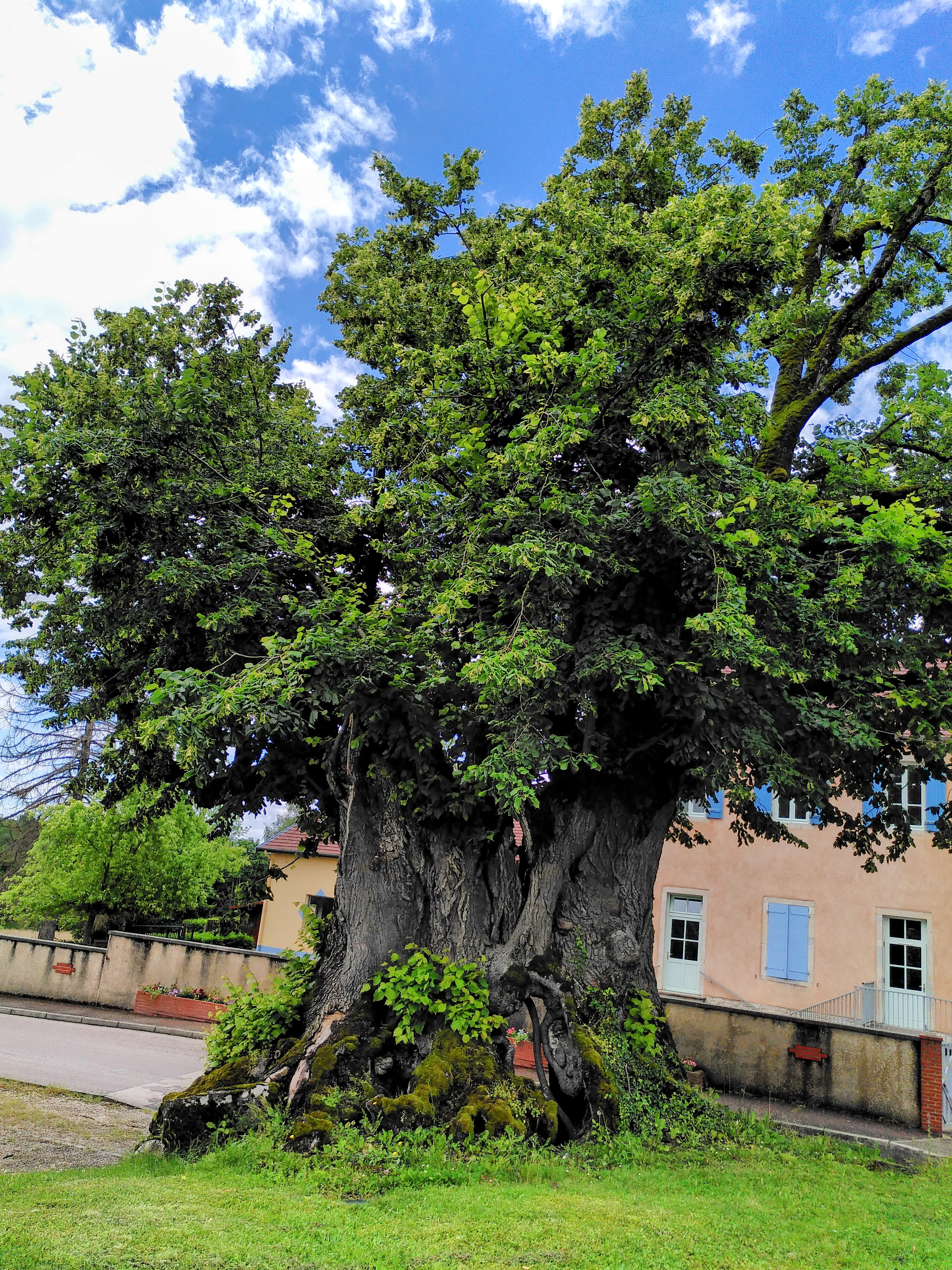
Die Linde aus 1551 bei der Kirche von Sagy (Saône-et-Loire)

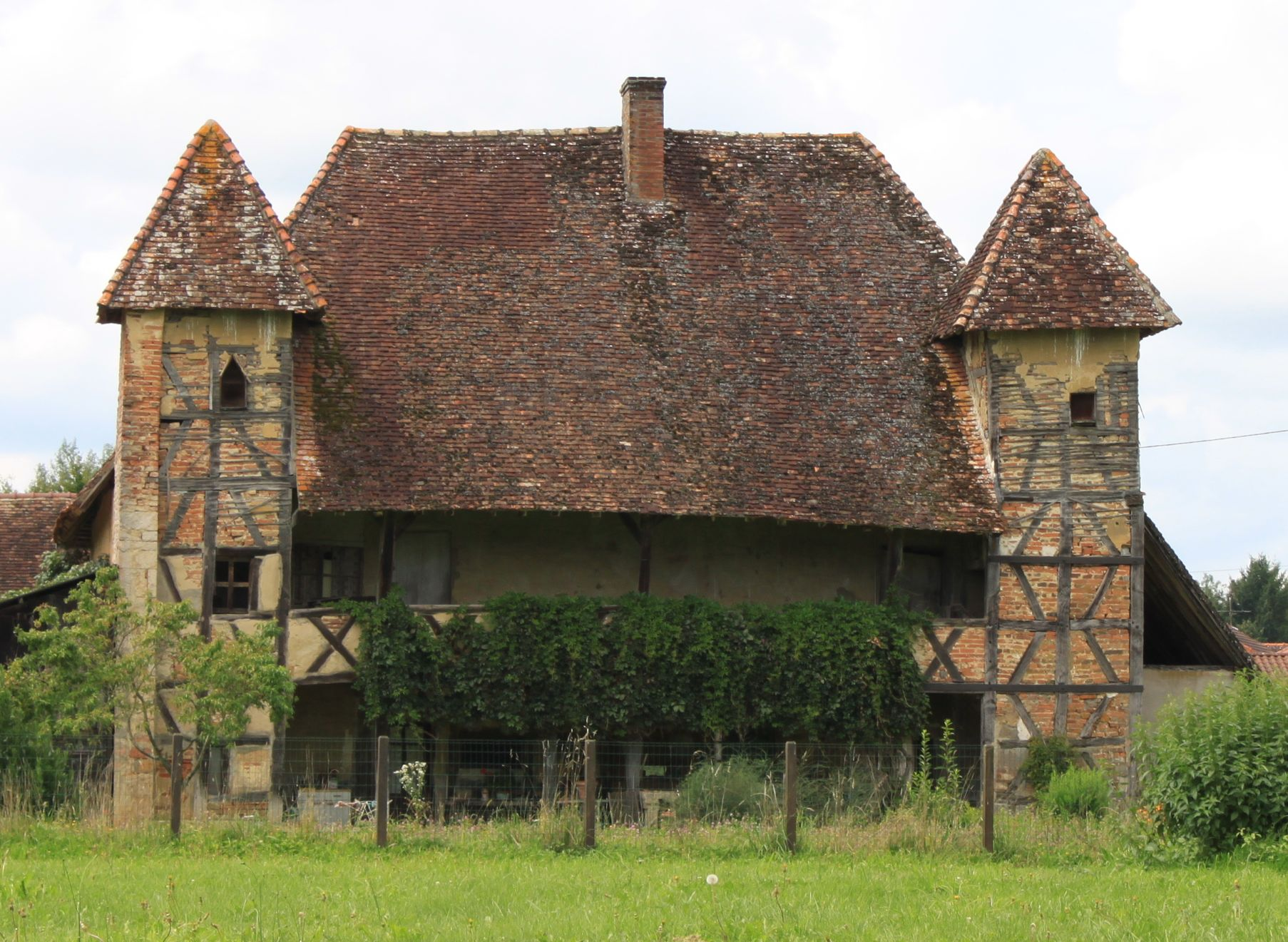
Das Maison du Bailli in Sagy

Die Bevölkerungsstruktur zwischen Männern und Frauen weist einen leichten Überhang zugunsten der Männer auf, sie machen 51,6 % der Bevölkerung aus. Dabei sind 41 % der Bevölkerung jünger als 45 Jahre. Demgegenüber sind 39 % der Einwohner älter als 60 Jahre und damit im Rentenalter.
| Wohnstruktur               | Anzahl Wohneinheiten | davon Häuser | Wohnungen | sonstige |
| -------------------------- | -------------------- | ------------ | --------- | -------- |
|                            | 765                  | 714          | 45        | 6        |
| davon Hauptwohnsitz        | 591                  |              |           |          |
| Zweit- oder Ferienwohnsitz | 103                  |              |           |          |
| vakant                     | 71                   |              |           |          |

## Wirtschaft und Infrastruktur

### Unternehmen, Betriebe, Ladengeschäfte und Einrichtungen
In der Gemeinde gibt es nebst Kirche und Mairie (Gemeindehaus) folgende Unternehmen nach Branchen:
| Branche                                                           | Anzahl Betriebe |
| ----------------------------------------------------------------- | --------------- |
| Industrie und verarbeitendes Gewerbe                              | 9               |
| Baugewerbe                                                        | 16              |
| Groß- und Einzelhandel, Verkehr, Beherbergung und Gastronomie     | 23              |
| Information und Kommunikation                                     |                 |
| Finanz- und Versicherungsdienstleistungen                         |                 |
| Grundstücks- und Wohnungswesen                                    | 4               |
| Freiberufliche, wissenschaftliche und technische Dienstleistungen | 8               |
| Öffentliche Verwaltung, Unterricht, Gesundheits- und Sozialwesen  | 7               |
| Sonstige Dienstleistungen                                         | 6               |
| Land- und Forstwirtschaftsbetriebe                                | 22              |

In der Gemeinde befinden sich eine Bäckerei, ein Gemischtwarenladen, ein Coiffeursalon, ein Bestattungsunternehmen, ein Möbel- und ein Kleiderladen. Ferner befinden sich im Ort zwei Autogaragen, vier Bauhandwerksbetriebe, zwei Installateurbetriebe, drei Maler/Gipser, ein Elektriker und drei Schreinerei-/Zimmereien. Der Ort verfügt über einen Tennis-, einen Fußball- und einen Pétanqueplatz, zwei Turn- und Sporthallen, zwei Arztpraxen, eine Apotheke und drei Krankenschwestern, ein Hotel, ein Restaurant und zwei Gîtes, eine Bibliothek und eine Post. Mit den Gütern des täglichen Bedarfs versorgen sich die Einwohner weitgehend in Louhans.

### Geschützte Produkte in der Gemeinde
Als AOC-Produkte sind in Sagy Crème et beurre de Bresse, Comté und Morbier zugelassen, ferner Volaille de Bresse und Dinde de Bresse.

### Bildungseinrichtungen
In der Gemeinde besteht eine École primaire (École maternelle und École élémentaire), die der Académie de Dijon untersteht und von 104 Schulpflichtigen besucht wird. Für die Schule gilt der Ferienplan der Zone A.

## Sehenswürdigkeiten
- Kirche Saint-Pierre aus dem 12. Jahrhundert, Beschreibung und Fotos der Kirche[27]

## Auszeichnungen
Villes et Villages Fleuris hat der Gemeinde zwei Blumen verliehen.